# Destrucción del Palacio de los condes de Benavente (Cigales)

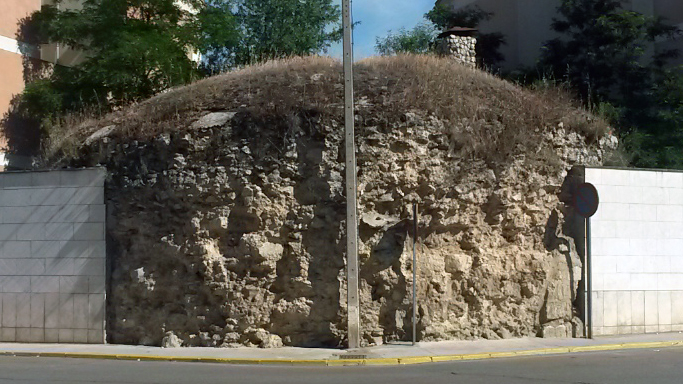
Restos de uno de los cubos del Palacio, destruido por los comuneros en febrero de 1521.

La destrucción del Palacio de los Condes de Benavente, en Cigales, fue una acción ordenada por la Comunidad de Valladolid el 7 de febrero de 1521 y ejecutada por las tropas de Juan de Padilla. En efecto, dicho día la ciudad le escribió una carta pidiéndole al capitán toledano que demoliese el castillo y las defensas de la villa, por cuanto ya no era posible mantener en ella una guarnición suficiente (Cigales estaba ocupada desde enero por 1500 soldados comuneros y Padilla estaba comenzando a reunir a sus efectivos en vista a una operación militar de gran envergadura). Sus hombres cumplieron la tarea encomendada por la Comunidad vallisoletana y quemaron el palacio de los condes de Benavente así como sus reservas de trigo. Posteriormente, procedieron a derribar la fortaleza y cortar todos los almendros y árboles de la aldea.
El 11 de febrero dos de los procuradores por Segovia en la Santa Junta, el bachiller Guadalajara y Alonso de Cuéllar, protestaron por la decisión de la Comunidad de Valladolid y se desligaron de toda responsabilidad, aduciendo que tanto ellos como el resto de los diputados no habían sido consultados. Asimismo, sugirieron el envío de un alcalde de Corte a Cigales para investigar lo sucedido. A su opinión se adhirieron los representantes de Toro, Murcia, Toledo, Ávila, Salamanca, León y Madrid, y a continuación se designó al licenciado Rincón para que iniciase la pesquisa correspondiente. Dos días después, se envío un mensajero al propio conde de Benavente para disculparse por lo sucedido en nombre de la Junta.

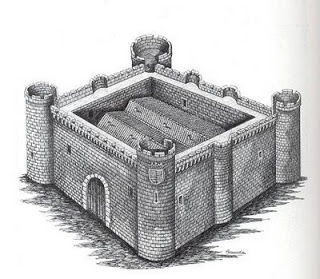
Grabado del Palacio de los Condes de Benavente.

El 30 de septiembre de 1521, con la revuelta ya sofocada en la meseta norte, se ordenó la apertura de una información judicial para determinar el costo de los daños. El conde solicitó indemnización sobre:
- El castillo de Cigales, por 3.750.000 maravedís.
- Un bosque de encinas arrasado, por 2.250.000 maravedís.
- Otras destrucciones, por 562.500 maravedís.
- El daño causado a la población, por 6.000.000 maravedís.
- Dos caballos robados al teniente del castillo, Juan de Acuña, por 10.800 maravedís.
- Por veintiséis días que tuvo que pasar afuera el mismo individuo, perseguido por los comuneros, por 6.000 maravedís.